# Sweet Darlin'
"Sweet Darlin'" is een single van de Amerikaanse soulgroep Martha Reeves & The Vandellas, uitgebracht voor de platenmaatschappij Motown, onder het dochterbedrijf Gordy. Net als haar voorganger, "I Can't Dance to That Music You're Playing", werd ook "Sweet Darlin'" alleen op single uitgebracht. Wel verscheen het onder andere op een Europees verzamelalbum van Motown, genaamd "Tamla Motown is Hot! Hot! Hot!". Echter, "Sweet Darlin'" zou een van de minst succesvolle singles zijn die Martha Reeves & The Vandellas ooit zouden uitbrengen. Zowel in het Verenigd Koninkrijk als in Canada, twee landen waar de groep naast haar thuisland erg populair was, wist het nummer de hitlijsten niet te bereiken. Ook in de Verenigde Staten was er miniem succes. Daar behaalde "Sweet Darlin'" met een #80 positie op de poplijst en een #45 notering op de R&B-lijst ook nergens de top 40.
Nadat voorganger "I Can't Dance to That Music You're Playing" werd geschreven door Deke Richards in samenwerking met Debbie Dean, werd "Sweet Darlin'" weer door Richard Morris geschreven en daarnaast ook geproduceerd. Van de voorgaande vier singles van Martha Reeves & The Vandellas had hij er namelijk ook al twee geschreven, te weten "Love Bug Leave My Heart Alone", "Honey Chile". Die schreef hij echter allemaal in samenwerking met Sylvia Moy. Daarnaast produceerde hij ook "I Promise to Wait My Love". "Sweet Darlin'" schreef Morris echter zonder de hulp van Sylvia Moy. De tekst van het nummer gaat erover dat de vertelster, hier leadzangeres Martha Reeves, hopeloos verliefd op een jongen is. Ze vindt dat alles erop wijst dat zij en de jongen bij elkaar horen te zijn, ondanks wat andere mensen ervan vinden. Voorafgaand aan de tekst is een intro waarin geneuried wordt door zowel Reeves als de twee andere Vandellas. Dit stuk is later in het nummer nogmaals te horen. De muzikale basis van "Sweet Darlin'" gaat enigszins terug naar de beginhits van de groep, aangezien dit voor het eerst sinds "Nowhere to Run" uit 1965 weer als een echt dansnummer is geschreven.
De B-kant van "Sweet Darlin'" is het nummer "Without You". In tegenstelling tot de A-kant werd dit nummer wel op een album uitgebracht. Het verscheen namelijk op "Ridin' High", het zevende album van Martha Reeves & The Vandellas. Daarop staan ook de drie eerdere singles die Richard Morris voor de groep schreef. "Without You" werd echter niet door Morris geschreven, maar door Deke Richards en Debbie Dean. "Without You" wordt gekenmerkt door de duidelijk aanwezige blazers, de vele drumbreaks en de snelle beat die het nummer heeft.

## Bezetting
- Lead: Martha Reeves
- Achtergrond: Rosalind Ashford en Lois Reeves
- Instrumentatie: The Funk Brothers
- Schrijver: Richard Morris
- Producer: Richard Morris